# Смертная казнь в Хорватии
Смертная казнь в Хорватии ― высшая мера уголовного наказания, применявшаяся до 1991 года. Последний смертный приговор в Хорватии был приведён в исполнение в 1987 году, года страна ещё находилась в составе Югославии.

## Известные казни
Во времена Югославии в стране по нескольким резонансным уголовным делам в качестве меры наказания была назначена смертная казнь:
- Лука Яворина, начальник железнодорожной станции в Плавно (железная дорога М604): пьянствовал на работе. Это стало причиной гибели 20 человек в железнодорожной катастрофе 15 августа 1949 года. Расстрелян 24 октября 1949 года.
- Казимир Антич и его брат Иван: по предварительному сговору совершили разбойное нападение на жилище семьи Кременич в Цресе. Во время нападения Казимир Антич убил Йосипа Кременича битой и ранил его сестру Марию. Антич был приговорён к смертной казни 6 ноября 1967 г. и казнён 6 ноября 1968 года.
- Фердо Дарич убил топором спавшую пожилую пару, Петара и Бару Биличичей, в Драганиче. Казнён в 1970 году.
- Йован Бугарски во время разбойного нападения на дом Аделы Башич в Самоборе 26 апреля 1964 года перерезал горло Аделе (46 лет) и её дочери Драгице (23 года). Осенью 1966 года расстрелян в Загребе.
- Никола Кевич был признан виновным в двойном убийстве и покушении на убийство в Осиеке с отклоненной апелляцией в Верховный суд Югославии. В камере смертников его держали в одиночной камере и в цепях, прежде чем он был расстрелян 22 апреля 1978 года.

Последняя казнь в Хорватии свершилась в 1987 году. Водитель грузовика Душан Косич был казнён за убийство 1 марта 1983 года своего коллеги Чедомира Матиевича, его жены Славицы и их дочерей Драганы (в возрасте 2 лет) и Снежана (8 месяцев). В ходе расследования Косич признался в убийстве и дал подробные показания, но отказался от них во время более позднего судебного разбирательства. Районный суд Карловаца признал его виновным и 4 октября 1983 г. приговорил к смертной казни. Косич был расстрелян 29 января 1987 года.
В соответствии со статьёй 21 Конституции Хорватии 1990 года смертная казнь в стране была запрещена.
Хорватия также является стороной Протокола № 13 к Европейской конвенции о правах человека, который отменяет смертную казнь при любых обстоятельствах. Конвенция была подписана 3 июля 2002 года, ратифицирована 3 февраля 2003 года и вступила в силу 1 июля 2003 года.

## Казни с 1959 года
Источник: База данных SPSK
| Имя            | Пол     | Дата вынесения приговора | Дата приведения приговора в исполнение | Место казни | Преступление                 | Метод                              |
| -------------- | ------- | ------------------------ | -------------------------------------- | ----------- | ---------------------------- | ---------------------------------- |
| Павао Чекада   | Мужской | 1960                     | 29 марта 1960                          | Вараждин    | военные преступления         | расстрел стрелковым подразделением |
| Стево Овчар    | Мужской | 1960                     | 1960                                   | Осиек       | убийство полицейского        | расстрел стрелковым подразделением |
| Йован Бугарски | Мужской | 1965                     | 24 февраля 1965                        | Загреб      | двойное убийство             | расстрел стрелковым подразделением |
| Казимир Антич  | Мужской | 6 ноября 1967            | 6 ноября 1968                          | Риека       | убийство во время ограбления | расстрел стрелковым подразделением |
| Фердо Дорич    | Мужской | 1970                     | 1970                                   | Карловац    | двойное убийство             | расстрел стрелковым подразделением |
| Коста Дуич     | Мужской | 27 ноября 1974           | 1976                                   | Расколоть   | двойное убийство             | расстрел стрелковым подразделением |
| Никола Кевич   | Мужской | 1977                     | 22 апреля 1978                         | Осиек       | двойное убийство             | расстрел стрелковым подразделением |
| Душан Косич    | Мужской | 4 октября 1983           | 29 января 1987                         | Карловац    | множественное убийство       | расстрел стрелковым подразделением |